# Centraldammsugare

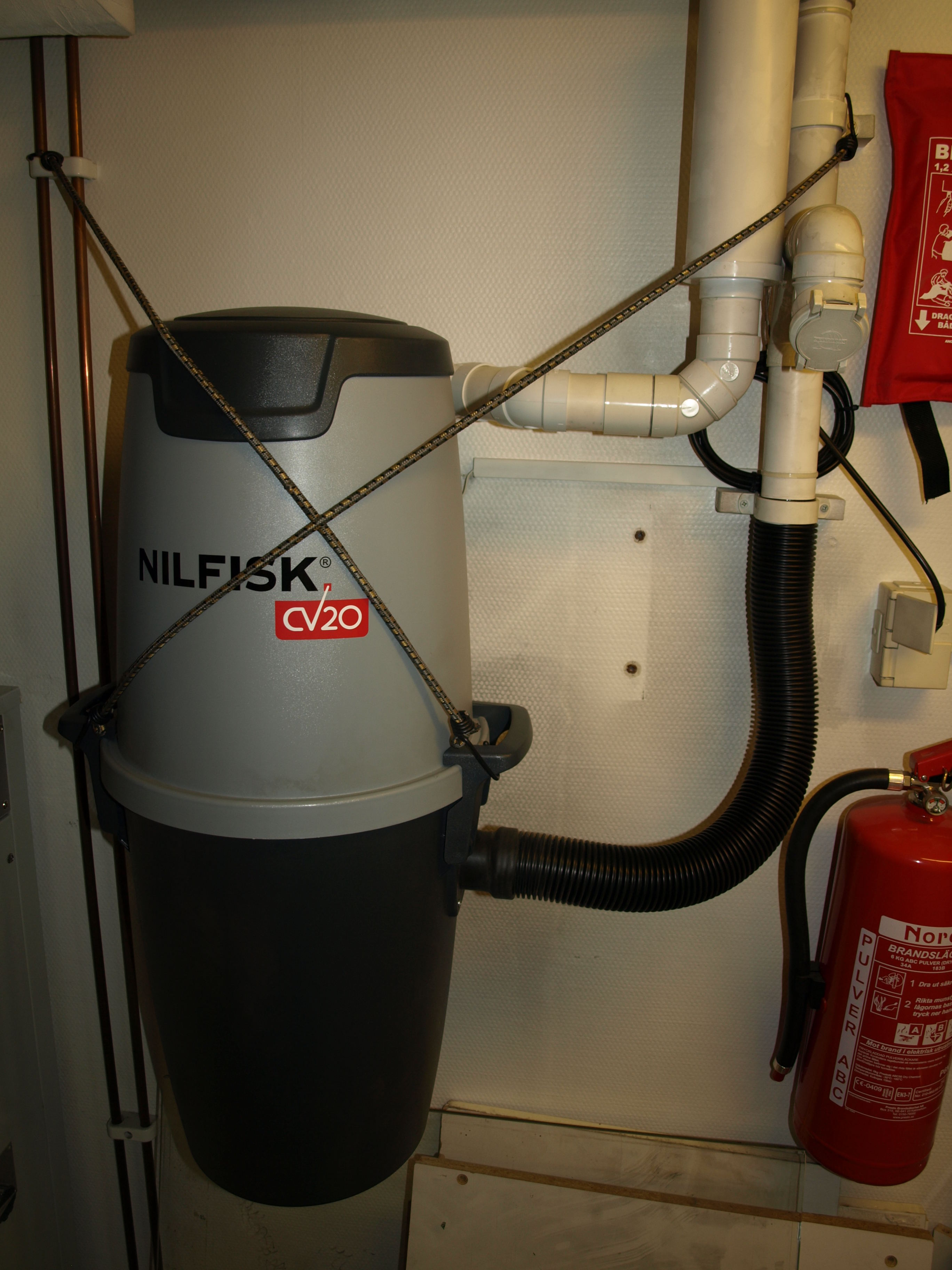
En centraldammsugare upphängd på en vägg. Till höger ovanför den svarta slangen finns ett uttag.

Centraldammsugare är en fast monterad dammsugare som kopplas till ett rörsystem i bostäder eller andra lokaler. Rörsystemet förses med ett antal uttag (sugdosor), där en slang ansluts. Slangen är vanligen 8-12 meter lång och kan vara försedd med startknapp i handtaget. Ett rör från centraldammsugaren leder också ut i det fria.
Dammet samlas upp antingen i en dammbehållare (cyklonrening) eller i en dammpåse (som i en vanlig dammsugare). 
Fördelarna med centraldammsugare är framförallt att de minsta dammpartiklarna avlägsnas ur inomhusluften. En vanlig dammsugare släpper däremot igenom en viss mängd mikrodamm ut i rummet. Ljudnivån blir också avsevärt lägre, eftersom dammsugarenheten oftast befinner sig i ett annat rum. Dessutom upplever många användare att det är enklare att städa och blir mindre slitage på möbler och inredning jämfört med en vanlig dammsugare.
Till nackdelarna kan räknas kostnaden för att installera systemet. Några användare tycker också att det är besvärligt att hantera den långa sugslangen.

## Varianter
Den traditionella typen av centraldammsugare har ett utblåsningsrör som leder ut luften genom en yttervägg. Det gör att man inte behöver använda lika täta filter eller dammpåsar som i en vanlig dammsugare. Därför har centraldammsugaren en något högre sugeffekt. Å andra sidan försvinner en del effekt genom rörsystemet och framför allt den långa slangen. 
Dammuppsamlingen kan göras antingen genom cyklonmetoden - luften cirkulerar i en dammbehållare där alla tunga partiklar samlas i ytterkanterna, medan luften sugs ut i mitten av behållaren - eller genom en vanlig dammsugarpåse - oftast av lite större modell. I båda fallen sitter ett filter som skydd för motorn. Underhållet av maskinen består i att tömma dammbehållaren, alternativt byta påse, och att rengöra eller byta filtret. Modeller med påse är naturligtvis snällare mot filtret.
En ny variant av centraldammsugare som har blivit populär är modeller med HEPA-filter som blåser ut luften inne i bostaden. Fördelen med en sådan maskin är att installationen är enklare - man behöver inte ta hål i ytterväggen - och att maskinen kan placeras var som helst i bostaden. I en mindre bostad behövs ingen rördragning alls - man sätter slangen direkt i maskinen. Nackdelen med denna konstruktion är att man är beroende av täta filter. Det är i princip en vanlig dammsugare med längre slang, och en del av fördelen med centraldammsugare förfelas då luften cirkuleras tillbaka in i bostaden.  
Anordningen för att starta maskinen kan vara en mikrobrytare i luckan där slangen ansluts, eller stift i sugdosans öppning som får kontakt med en metallring i slangen när den ansluts. Men numera är det vanligt att en startknapp sitter i sugslangens handtag, som via elledningar i slangen styr centralenheten. Det finns också varianter med trådlös styrning via radiosändare.
För städning av hotell, större kontor och andra lokaler används vanligen maskiner med trefasmotor. De kan också ha frekvensstyrning som gör det möjligt att reglera effekten så att en eller flera användare kan vara inkopplade samtidigt. En centraldammsugare med trefasmotor kostar lite mer att installera, men livslängden är betydligt längre. Underhållet är också betydligt enklare eftersom man har en större dammbehållare som inte behöver tömmas lika ofta.

## Montering
Det enklaste tillfället att montera en centraldammsugare och dess rörsystem är när huset byggs eller vid större renoveringar. Då kan man planera centralenhetens och sugdosornas placering så att alla delar av huset kan nås med en slang på 8-10 meters längd. Rören kan monteras osynligt inuti väggarna och man behöver då inte ta hänsyn till var det är lättast att lägga rören utan att göra åverkan på ytskikten. Vanligen drar man rör ovanför innertaket längs med balkarna så att de täcks av isolering för att undvika kondens. I 1,5-planshus kan man ofta använda krypvindarna för att nå bortre delen av huset, medan man i tvåvåningshus använder bjälklaget mellan innertak och övervåningens golv.
Vid installation i befintliga hus kan man ibland tvingas välja sugdosornas placering efter var det går enklast att montera dem. Man kan också välja att montera vissa rör utvändigt på innerväggen, särskilt i ”tekniska utrymmen” som tvättstuga eller förråd. I hus med källare kan en del av dragningarna göras underifrån i källarens tak, och det förekommer också att man då monterar själva sugdosorna infällda i golvet. Det rekommenderas i så fall att välja doslock av metall som är tåligare om man råkar trampa på dem. 

## Rörsystem
Det vanligaste materialet att tillverka rören i är PVC. Man kan då använda samma typ av rör som i avloppssystem med en diameter på 50 mm, som limmas ihop med skarvmuffar. Det finns också limfria rörsystem som har en gjuten muff i ena änden där nästa rördel skjuts in. Ett vanligt sådant system har 44 mm diameter och tillverkas i polypropen. Detta material är hårdare än PVC och mer slitstarkt, men dyrare och svårare att montera. 
I större anläggningar används även 63 mm rör för de delar av systemet som transporterar luft från mer än ett uttag samtidigt. Grövre rör ger lägre motstånd, men smalare rör har fördelen av högre lufthastighet som klarar bättre att dra med sig tyngre partiklar, till exempel små stenar. Det är extra viktigt när luften färdas rakt upp i ett vertikalt rör. 
Förgreningar av rören görs vanligen med så kallade y-rör, som låter luften svänga 45 grader i stället för t-rör med 90 graders sväng. Vid förgrening av rör som ska gå ner vertikalt i en vägg är det lämpligt att förgrena röret horisontellt och sedan svänga nedåt. Då undviker man att skräp från det andra röret faller ner till sugdosan. 